# Studnia kamienna w Kutnej Horze

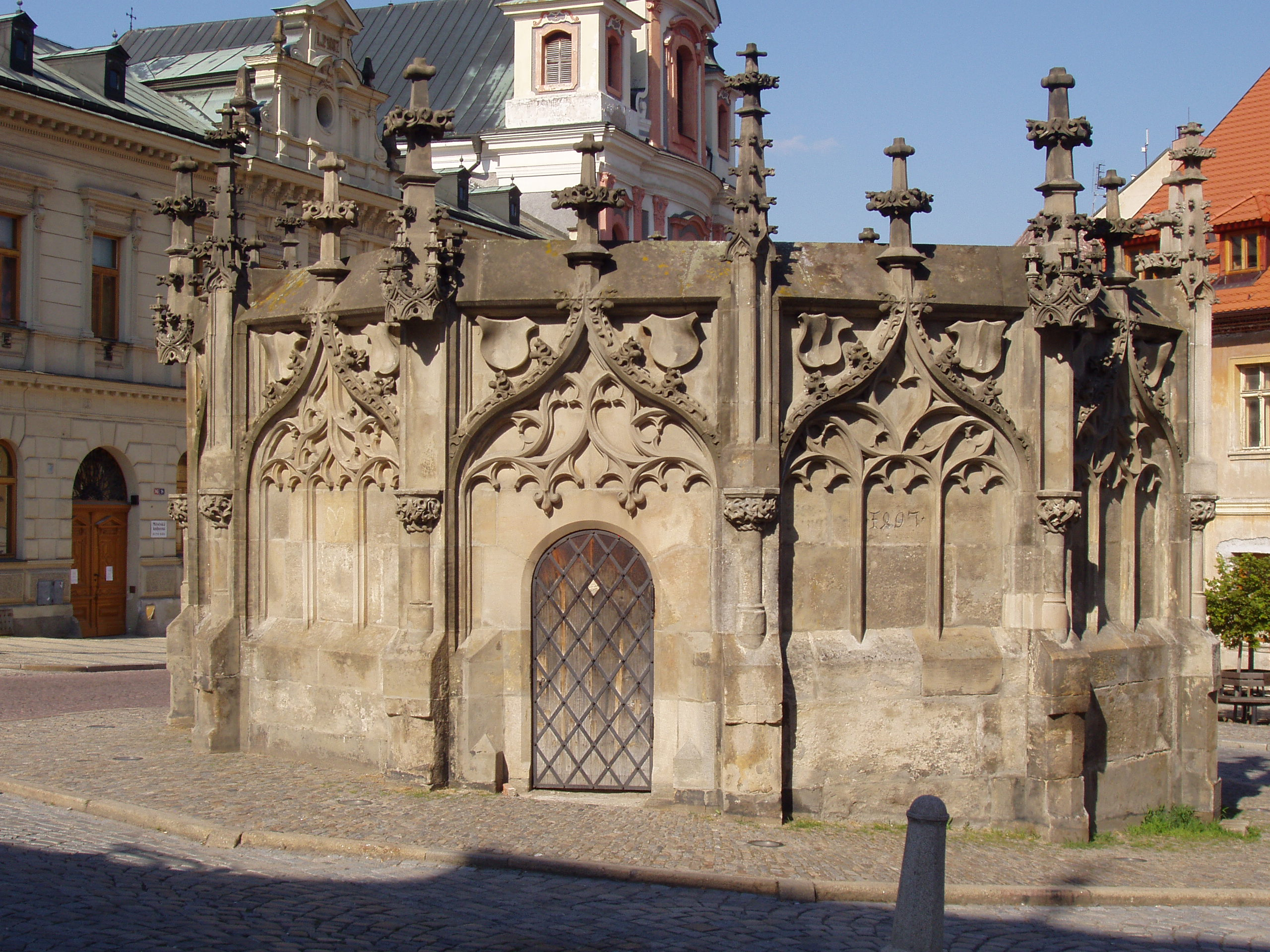
Studnia kamienna w Kutnej Horze

Studnia kamienna w Kutnej Horze, Studnia Rejsekowa (czeski: kamenná kašna v Kutné Hoře, Rejskova kašna) – kamienny zbiornik wody pitnej z końca XV wieku położony na Rejsekowym Rynku w Kutnej Horze w Czechach. Narodowy zabytek kultury Republiki Czeskiej uważany za unikatowy przykład inżynierii średniowiecznej na ziemiach czeskich i arcydzieło sztuki późnogotyckiej.
Studnię w latach 1493–1495 wybudował najprawdopodobniej architekt Matěj Rejsek z Prostějova, autor kilku innych późnogotyckich budynków w Kutnej Horze, m.in. kościoła świętej Barbary. Budowę okazałej studni ufundował rycerz Jan Smíšek z Vrchovišť, właściciel Gródku Kutnohorskiego. Studnię tworzy bogato zdobiony dwunastobok z dokładnie ociosanych bloków piaskowca. Pierwotnie studnię zdobiło kilka rzeźb gotyckich umieszczonych na konsolach, które jednak się nie zachowały. Studnia służyła jako zbiornik wody pitnej dla mieszkańców Kutnej Hory od roku 1495 aż do roku 1890. Wodę do studni prowadził drewniany rurociąg o długości kilku kilometrów. W latach 1887–1890 studnia została restaurowana przez Ludvíka Lábrela.